# Mini Montesa
|  | No s'ha de confondre amb Montesa Mini-Mini. |

La Mini Montesa fou un model de ciclomotor fabricat per Montesa entre 1968 i 1978. Duia un motor de dos temps monocilíndric refrigerat per aire de 48,76 cc amb canvi automàtic i engegada per mitjà dels pedals, frens de tambor i suspensió anterior telescòpica i posterior oscil·lant. Com passava amb la major part dels ciclomotors Montesa, el motor era el model G50 de la firma alemanya Jlo, el qual fabricava sota llicència l'empresa catalana. La Mini Montesa era un model pensat per a un important sector del mercat, compost especialment per joves d'entre 16 i 18 anys (ja que es podia conduir sense carnet, només calia una llicència de la prefectura provincial de trànsit), el qual fins aleshores pràcticament només disposava de la Mobylette de Motobécane i el Vespino de Motovespa.

## Versions

### Llista de versions produïdes
| Versió                    | Any                       | Núm. Sèrie                | Unitats | Color                         |
| ------------------------- | ------------------------- | ------------------------- | ------- | ----------------------------- |
| Mini Montesa "68"         | 1968 - 1970               | 27M0001                   | ?       | Vermell (amortidors vermells) |
| Mini Montesa "70"         | 1970 - 1978               | 27M0001 - 6000            | ?       | Vermell (amortidors grisos)   |
| Mini Montesa "Grisa"      | 1970 - 1978               | 27M6100 - 7099            | ?       | Gris                          |
| Total d'unitats produïdes | Total d'unitats produïdes | Total d'unitats produïdes | 14.440  |                               |

### 68
| Mini Montesa       | Mini Montesa                          | Mini Montesa |
| ------------------ | ------------------------------------- | ------------ |
| Id. Model          | 27M                                   |              |
| Núm. Sèrie         | 27M0001                               |              |
| Anys               | 1968 - 1970                           |              |
| CC                 | 48,76                                 |              |
| Diàmetre x Carrera | 38 x 43 mm                            |              |
| Compressió         | 8:1                                   |              |
| CV                 | 1,6 a 6.400 rpm                       |              |
| Carburador         | Dell'Orto SHA14/10 8 mm               |              |
| Canvi              | Embragatge centrífug i dues relacions |              |
| Encesa             | Motoplat 9600030                      |              |
| Suspensió davant   | Telescòpica                           |              |
| Suspensió darrera  | Oscil·lant                            |              |
| Pneumàtic davant   | 2,25 x 15                             |              |
| Pneumàtic darrera  | 2,25 x 15                             |              |
| Frens davant       | Tambor 100 mm                         |              |
| Frens darrera      | Tambor 100 mm                         |              |
| Pes en sec         | 48 kg                                 |              |
| Capacitat dipòsit  | 3,3 litres                            |              |
| Color              | Vermell (amortidors vermells)         |              |
| Velocitat màxima   | 50 km/h                               |              |

Notes
1. ↑  9:1 d'ençà de 1971
2. ↑  2 CV a 4.800 rpm d'ençà de 1972
3. ↑  10 mm d'ençà de 1971
4. ↑  Graduables des del puny del gas

### 70
La versió de 1970 es distingia pel seus nous amortidors (els del darrere, ara grisos en comptes de vermells) i selló (ara compacte, sense molles). També el portapaquets posterior i la graella portaequipatges anterior eren de nou disseny i més robustos.
| Mini Montesa "70"  | Mini Montesa "70"                     | Mini Montesa "70" |
| ------------------ | ------------------------------------- | ----------------- |
| Id. Model          | 27M                                   |                   |
| Núm. Sèrie         | 27M0001 a 6000                        |                   |
| Anys               | 1970 - 1978                           |                   |
| CC                 | 48,76                                 |                   |
| Diàmetre x Carrera | 38 x 43 mm                            |                   |
| Compressió         | 8:1                                   |                   |
| CV                 | 1,6 a 6.400 rpm                       |                   |
| Carburador         | Dell'Orto SHA14/10 8 mm               |                   |
| Canvi              | Embragatge centrífug i dues relacions |                   |
| Encesa             | Motoplat 9600030                      |                   |
| Suspensió davant   | Telescòpica                           |                   |
| Suspensió darrera  | Oscil·lant                            |                   |
| Pneumàtic davant   | 2,25 x 15                             |                   |
| Pneumàtic darrera  | 2,25 x 15                             |                   |
| Frens davant       | Tambor 100 mm                         |                   |
| Frens darrera      | Tambor 100 mm                         |                   |
| Pes en sec         | 48 kg                                 |                   |
| Capacitat dipòsit  | 3,3 litres                            |                   |
| Color              | Vermell (amortidors grisos)           |                   |
| Velocitat màxima   | 40 km/h                               |                   |

Notes
1. ↑  9:1 d'ençà de 1971
2. ↑  2 CV a 4.800 rpm d'ençà de 1972
3. ↑  10 mm d'ençà de 1971
4. ↑  Graduables des del puny del gas

### Grisa
La versió grisa era idèntica a la "70", només se'n diferenciava pel seu color gris.
| Mini Montesa "Gris" | Mini Montesa "Gris"                   |
| ------------------- | ------------------------------------- |
| Id. Model           | 27M                                   |
| Núm. Sèrie          | 27M6100 a 7099                        |
| Anys                | 1970 - 1978                           |
| CC                  | 48,76                                 |
| Diàmetre x Carrera  | 38 x 43 mm                            |
| Compressió          | 8:1                                   |
| CV                  | 1,6 a 6.400 rpm                       |
| Carburador          | Dell'Orto SHA14/10 8 mm               |
| Canvi               | Embragatge centrífug i dues relacions |
| Encesa              | Motoplat 9600030                      |
| Suspensió davant    | Telescòpica                           |
| Suspensió darrera   | Oscil·lant                            |
| Pneumàtic davant    | 2,25 x 15                             |
| Pneumàtic darrera   | 2,25 x 15                             |
| Frens davant        | Tambor 100 mm                         |
| Frens darrera       | Tambor 100 mm                         |
| Pes en sec          | 48 kg                                 |
| Capacitat dipòsit   | 3,3 litres                            |
| Color               | Gris                                  |
| Velocitat màxima    | 40 km/h                               |

Notes
1. ↑  9:1 d'ençà de 1971
2. ↑  2 CV a 4.800 rpm d'ençà de 1972
3. ↑  10 mm d'ençà de 1971
4. ↑  Graduables des del puny del gas